# بیتن (مجموعه تلویزیونی)
گازگرفتن یا بیتن (به انگلیسی: Bitten (TV series)) یک سریال تلویزیونی کانادایی است که بر اساس رمان زنان در سرزمینی دیگر به نویسندگی کلی آرمسترانگ ساخته شده است. نام سریال از اولین جلد کتاب الهام گرفته است. اکثر سکانس‌های اصلی سریال در تورنتوی اونتاریو فیلم برداری شده است. در سال ۲۰۱۵ فصل سوم سریال نیز ساخته شد و در آوریل سال ۲۰۱۶ سریال به پایان رسید.

## لیست فصل‌ها و قسمت‌ها
| فصل | قسمت‌ها | قسمت‌ها | تاریخ اصلی روی آنتن رفتن | تاریخ اصلی روی آنتن رفتن |
| فصل | قسمت‌ها | قسمت‌ها | اولین بار                | آخرین بار                |
| --- | ------ | ------ | ------------------------ | ------------------------ |
| ۱   | 13     | 13     | ۱۱ ژانویه ۲۰۱۴           | ۵ آوریل ۲۰۱۴             |
| ۲   | 10     | 10     | ۷ فوریه ۲۰۱۵             | ۱۱ آوریل ۲۰۱۵            |
| ۳   | 10     | 10     | ۱۲ فوریه ۲۰۱۶            | ۱۵ آوریل ۲۰۱۶            |

## بازیگران و شخصیت‌ها

### اصلی
- لورا وندرورت به عنوان النا مایکلز
- گریستن هولت به عنوان کلیتون دنورس
- گرک بریک به عنوان جرمی دنورس
- پل گرین به عنوان فیلیپ مک آدامز (فصل ۱)
- استیو لوند به عنوان نیک سورنتینو
- مایکل خاویر به عنوان لوگان جانسن (فصل ۱و۲)
- جنل ویلیامز به عنوان راشل ساتون (محدوده زمانی معین در فصل‌های ۱و۲؛ فصل اصلی ۳)
- تامی امبر پیریه به عنوان پیج وینتربورن (فصل تکرار ۲؛ فصل اصلی ۳)

### بازیگران فرعی
- پائولینو نونز به عنوان آنتونیو سورنتینو (فصل ۱)
- مایکل لاکت به عنوان دانیل سانتوس (فصل ۱)
- جیمز مک‌گوئن به عنوان مالکوم دنورس (فصل ۱و۲)
- نواه دانبی به عنوان زکریا قابیل (فصل ۱و۳)
- پاسکال لنگدال به عنوان کارل مارستن (فصل ۱و۳)
- فیونا هایت به عنوان کلانتر کارن مورگان (فصل ۱و۳)
- نتالی برون به عنوان دایان مک آدامز (فصل ۲و۳)
- تامی ایسبل به عنوان روت وینتربورن (فصل ۲)
- شان راجرسون به عنوان آلیستر (فصل ۲)
- کیارا گلاسکو عنوان ساوانا لوین (فصل ۲)
- دانیل کش به عنوان روم ناویکو (فصل ۲و۳)
- جان رالستون به عنوان ساشا آنتونوف (فصل ۳)
- صوفیه بانژاف به عنوان کاتیا آنتونوف (فصل ۳)
- الکس اوزرف به عنوان الکسی آنتونوف (فصل ۳)